# Ferrari 360
Ferrari 360 je sportski automobil, dvosjed koji je od 1999. do 2005. proizvodila talijanska tvrtka Ferrari.
Model je bio nasljednik modela Ferrari F355, te prethodnik modela Ferrari F430.
Izgled automobil je dizajniran u studiju Pininfarina. Automobil s pogonom na stražnje kotače, pogonio je 3.6 L V8 motor, snage 395 KS (294 kW). Prvo je započeta proizvodnja inačica 360 Modena, a dvije godine kasnije krenula je u proizvodnju i kabriolet izvedba nazvana 360 Spider. Model 360 Challange Stradale bio je najsnažnija cestovna inačica; u osnovi 360 Modena smanjene težine, tvornički pojačanog motora, sa serijski ugrađenim dodacima koji su za model Modena bili opcija (npr. karbonaski dijelovi motora, sportski ispušni sustav).
U svijetu je proizvedeno oko 8800 Modena i 7565 Spidera.
Za potrebe sportskih natjecanja na bazi modela 360 razvijeni su 360 N-GT (snage oko 540 KS) koji se koristio za natjecanja u FIA GT prvenstvu (N-GT kategorija), te kasnije i modeli 360 GT i 360 GTC.